# 帕夫洛夫斯基湾
帕夫洛夫斯基湾（俄语：Бухта Павловского）是斯特列洛克湾东部的海湾，属滨海边疆区福基诺封闭行政区，面积0.91平方公里，深达22米。它以戈尔诺斯泰号快艇的船长П·С·帕夫洛夫斯基命名。在苏联时期，巴甫洛夫斯基湾被用作太平洋舰队柴油潜艇和后来的核潜艇的主要基地之一。直到1996年，太平洋舰队第21潜艇舰队的第26战略潜艇师和第4多用途潜艇师都驻扎在这里。苏联解体后，它成为退役核潜艇的储存地，等待在这里处理。